# معاهدة سنغافورة بشأن قانون العلامات
اعتمدت معاهدة سنغافورة بشأن قانون العلامات التجارية في سنغافورة في 28 مارس 2006. دخلت حيز التنفيذ في 16 مارس 2009 بعد تصديق أو انضمام عشر دول، وهي سنغافورة، وسويسرا، وبلغاريا، ورومانيا، والدنمارك، ولاتفيا، وقيرغيزستان، والولايات المتحدة، ومولدوفا، وأستراليا. تضع المعاهدة معايير مشتركة للجوانب الإجرائية للعلامات التجارية والتصاريح القانونية.
تتخذ المعاهدة من معاهدة قانون العلامات التجارية لسنة 1994 أساساً لها، ولكن كان من المفترض أن يكون لمعاهدة سنغافورة نطاق تطبيق أوسع وتتناول التطورات الحديثة في مجال تكنولوجيات الاتصالات.
حتى مايو\أيار 2023، بلغ عدد الأطراف المتعاقدة في المعاهدة 54 جهة منها 52 دولة بالإضافة إلى المنظمة الإفريقية للملكية الفكرية ومنظمة بنلوكس للملكية الفكرية.

## وصلات خارجية
- معاهدة سنغافورة بشأن قانون العلامات التجارية في موقع ويبو لكس قاعدة البيانات الرسمية في المنظمة العالمية للملكية الفكرية.
  - النص الكامل لمعاهدة سنغافورة بشأن قانون العلامات التجاريةباللغة الإنجليزية